# أليجرا دينتون
أليجرا دينتون هي ممثلة كندية، ولدت في 27 يوليو 1986 في تورونتو في كندا.

## وصلات خارجية
- أليجرا دينتون على موقع IMDb (الإنجليزية)
- أليجرا دينتون على موقع قاعدة بيانات الفيلم (الإنجليزية)